# Cyclodictyon chloroleucum
Cyclodictyon chloroleucum là một loài rêu trong họ Pilotrichaceae. Loài này được (Lindb. ex Broth.) Broth. mô tả khoa học đầu tiên năm 1907.